# Василије Б. Комненић
Василије Б. Комненић (10, мај 1910, Пилатовци, Књажевина Црна Гора – 2, април 1996, Кливленд , САД) је био резервни официр Југословенске војске, учитељ и истакнути припадник четничког покрета и Југословенске војске у отаџбини у свом крају. Прије рата радио је као учитељ у селима у Никшићком крају, да би се послије Априлског рата као резервни официр прикључио четничком покрету, гдје је касније обављао низ битних дужности. Један је од ријетких који су преживјели покољ у Словенији и успјели да емигрирају.

## Предратни период
Рођен је 10. маја 1910. у селу Пилатовцима, општини Вучедолској, срез Никшићки (Црна Гора). Кад му је било непуних шест година, аустро - угарске власти су му интернирале оца у мађарски логор Болдогасоњ, да би двије године касније у логор одвели и њега са цијелом својом породицом. У аустро - угарској интернацији преминуле су му двије малољетне сестре. Послије завршетка Првог свјетског рата, враћа у свој родни крај.
Завршио је основну школу у Враћеновићима, Нижу гимназију у Билећи и Учитељску школу у Бањој Луци. Радио је као учитељ у селим Никшићког краја, све до Априлског рата

## Други свјетски рат
Као резервни официр у чину поручника, послије слома краљевине Југославије и Југословенске војске од стране сила Осовине, учествује у устанку против усташа и Италијана у свом крају, као један од организатора. Када се прочуло да је Дража Михаиловић скупио војску на Равној гори, Василије се без двоумљења прикључио покрету отпора Драже Михаиловића и ставио под његову команду.
Након потписивања споразума, између Пирција Биролија и Блажа Ђукановића, средином јула 1942. Крсто Поповић је добио овлаштење да формира један од укупно три летећа одреда националних трупа Црне Горе. На простору Велимског среза формиран је 4. батаљон, Ловћенске бригаде са сједиштем у Вилусима. Бројно стање батаљона било је око 400 људи из ових крајева. Василије Комненић је постављен на дужност командира 2. чете овог батаљона, са сједиштем на Трубјели.
По формирању Вучедолске бригаде ЈВуО, Василије постаје командант Вучедолског батаљона. Ову дужност је обављао до 31. децембра 1943. , када је примио дужност начелника штаба, а уједно и дужност секретара среског равногорског одбора. На овим новим дужностима није се пуно задржао, јер је почетком јануара 1944. изабран заједно са доктором Стеваном Пејовићем, за делегата на Светосавском конгресу, који се одржавао у селу Ба у Србији. Током трајања Светосавског конгреса, састајао се са Дражом Михаиловићем и изложио му стање у срезу, који је заступао.
На повлачењу преко Босне преживио је погибију Лијевча поља и Градишке. Одступио је преко Словеније и дошао до границе Аустрије, гдје је разоружан и са хиљадама својих сабораца предат партизанима на губилиште. Успио је да побјегне партизанима и да се привремено настани у Аустрији.

## Послијератни период
Из Аустрије је 1947. прешао у Енглеску, да би 28. фебруара 1958. дошао у Америку, као политички емигрант. У Америци се настанио у Кливленду и запослио у индустрији челика. Био је активан у српским круговима у Српској народној одбрани, Гласнику српског историско-културног друштва Његош и писао многе емиграционе текстове. Умро је 5. априла 1996. у Америци и сахрањен је на парохијском гробљу поред цркве Светог Саве.

## Објављени радови
- Кроз снег и мраз на Светосавски конгрес, Гласник српског историско-културног друштва Његош св. 23, 1969 год., Chichago, USA.
- Равногорским дивовима, Гласник српског историско-културног друштва Његош св. 1, 1958 год., Chichago, USA.
- Корита-Билећа-Грахово-Љубомир, Књига о Дражи 1941-1943 св. 1, 1965 год., Windsor, Canada.